# Heiner Wilmer
Heiner Wilmer, né le 9 avril 1961 à Schapen (Basse-Saxe), est un ecclésiastique catholique allemand, actuel évêque de Hildesheim depuis 2018 après avoir été supérieur général de la congrégation des prêtres du Sacré-Cœur de Saint-Quentin (déhoniens).

## Biographie
Heiner Wilmer grandit dans une ferme du Emsland (partie occidentale de la Basse-Saxe). Il passe son baccalauréat (Abitur en allemand) au Leoninum, établissement tenu à Handrup par les prêtres du Sacré-Cœur de Saint-Quentin où il a effectué ses études secondaires. Il entre ensuite au noviciat de cette congrégation, fondée par le vénérable Léon Dehon (1843-1925), à Fribourg-en-Brisgau. De 1981 à 1986, il étudie la théologie à Fribourg-en-Brisgau, ainsi que le français à Paris. Il est ordonné prêtre le 31 mai 1987 par Oskar Saier (de), archevêque de Fribourg.
Par la suite, il est envoyé à Rome étudier la philosophie française à l'université pontificale grégorienne. Heiner Wilmer reçoit sa promotion de docteur en théologie en 1991 à Fribourg-en-Brisgau grâce à une thèse sur la mystique dans la philosophie de Maurice Blondel qui reçoit le prix Bernhard Welte. Ensuite, il passe un examen d'État pour être enseignant d'histoire. C'est à cette époque qu'il fait la connaissance du prêtre hollandais Henri Nouwen et c'est à son invitation qu'il passe quatre mois dans une maison pour invalides tenue par L'Arche à Toronto, comme aumônier. Après avoir passé son deuxième examen d'État, Heiner Wilmer travaille comme professeur d'histoire et de religion à la Liebfrauenschule de Vechta, lycée de jeunes filles fondé autrefois par les Sœurs de Notre-Dame de Coesfeld. En 1997, il passe une année aux États-Unis à la Fordham Preparatory School tenue par les jésuites dans un quartier pauvre du Bronx, où il enseigne l'allemand et l'histoire. À son retour en Allemagne, il est nommé directeur du Leoninum où il a suivi ses études secondaires.
En 2007, Heiner Wilmer est élu provincial de la province d'Allemagne de la congrégation des pères du Sacré-Cœur. En 2013, il publie son livre Gott ist nicht nett (Dieu n'est pas super-sympa) qui traite de la foi et de son expérience de prêtre et qui rencontre un bon écho.
Le 25 mai 2015, il est élu, par le chapitre général de Rome, supérieur général de la congrégation, succédant au Père José Ornelas Carvalho, de nationalité portugaise. Le Père Heiner Wilmer est le second Allemand à avoir été élu à la tête des pères du Sacré-Cœur, après Alphons Lellig (1954-1958).
Le 6 avril 2018, le pape François le nomme évêque de Hildesheim. Il considère Eugen Drewermann comme un prophète alors que ce dernier a quitté l'Eglise Catholique en 2005 pour ses positions contraires à la foi chrétienne. Il a voté pour le texte de la voie synodale allemande en faveur d'une réforme de l'enseignement sexuel catholique.

## Publications
- Mystik zwischen Tun und Denken : ein neuer Zugang zur Philosophie Maurice Blondels, Herder, Fribourg-en-Brisgau, 1992 (traduit en français),
- Wer leben will, muss aufbrechen : spirituell lernen von Brasilien, éd. Don Bosco, Munich, 2010 (traduit en espagnol),
- Johannes Duns Scotus « Tractatus de primo principio » wissenschafstheoretische Überlegungen, H. Wilmer, Bonn, 2013,
- Gott ist nicht nett, Herder, Fribourg-en-Brisgau, 2013,  (ISBN 978-3-451-32581-6) (traduit en tchèque) (ensemble avec Simon Biallowons)
- Trägt. Die Kunst, Hoffnung und Liebe zu glauben. Herder, Fribourg-en-Brisgau 2020,  (ISBN 978-3-451-39338-9) (ensemble avec Simon Biallowons)